# Anton Ingrisch
Anton Ingrisch (12. února 1865 Planá – 24. června 1928 Planá) byl rakouský a český politik německé národnosti, na počátku 20. století poslanec Českého zemského sněmu, starosta Plané.

## Biografie
Po složení zkoušek byl přijat do státní služby. Působil jako koncipient na okresním zastupitelstvu v Plané. Zároveň zasedal v Plané v obecním zastupitelstvu a městské radě. Roku 1906 se stal starostou města. Za jeho působení v čele města došlo k výstavbě nové kostelní věže, budovy obecní a měšťanské školy, okresní nemocnice, chudobince a rozhledny na Bohušově hoře (Bahuschaberg). Po řadu let zastával i funkci ředitele městské spořitelny, předsedal místní školské radě a okresní nemocniční pokladně. Byl členem dalších mmoha regionálních spolků. Zasedal rovněž ve správní radě Ústřední banky německých záložen a byl členem správní rady vydavatelství listu Bohemia.
Na počátku století se zapojil i do zemské politiky. Ve volbách v roce 1901 byl zvolen do Českého zemského sněmu v kurii městské (volební obvod Planá, Tachov, Stříbro). Politicky patřil k Německé pokrokové straně (němečtí liberálové). Sněm se ovšem kvůli vzájemným obstrukcím Čechů a Němců fakticky nescházel.
Město Planá mu za zásluhy udělilo čestné občanství. Byl mu také udělen Řád Františka Josefa a jmenován císařským radou.
Zemřel po těžké a dlouhé nemoci v červnu 1928. Pohřben byl v domovské Plané.